# Maria Orłowska-Gabryś

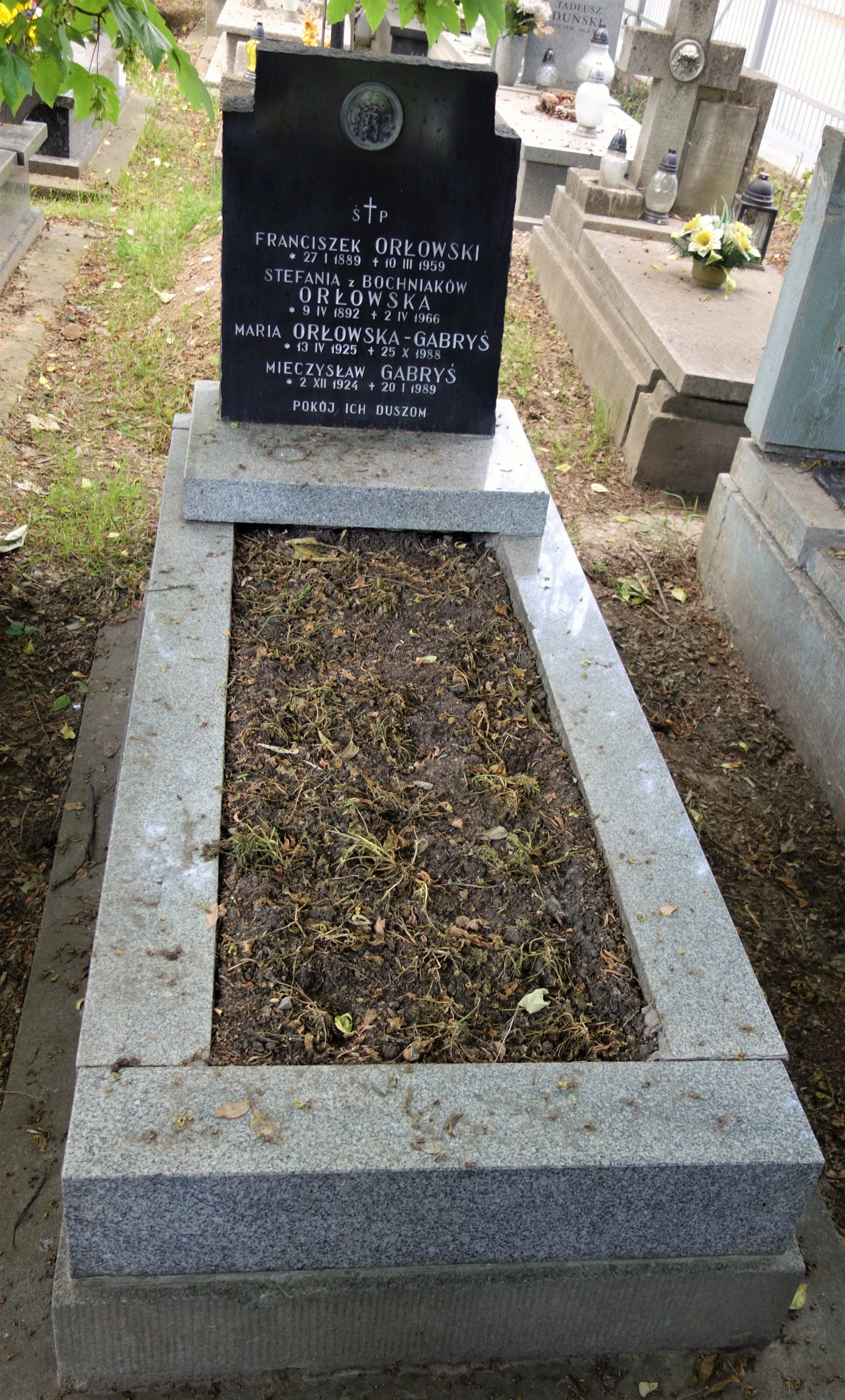
Grób Marii Orłowskiej-Gabryś, cmentarz Rakowicki w Krakowie

Maria Orłowska-Gabryś (ur. 13 kwietnia 1925 w Krakowie, zm. 25 października 1988 tamże) – polska ilustratorka, głównie książek dla dzieci, grafik. 

## Życiorys
Ukończyła studia na Akademii Sztuk Pięknych im. Jana Matejki w Krakowie. Poślubiła Mieczysława Gabrysia, miała z nim syna Mieczysława Macieja.
Wykonała ilustracje do ponad stu książek, są to m.in.: Bajarka opowiada Marii Niklewiczowej, Czarna owieczka Jana Grabowskiego, Chłopcy z Placu Broni Ferenca Molnára, Kichuś majstra Lepigliny Janiny Porazińskiej, Królestwo bajki Ewy Szelburg-Zarembiny, cykl fantastyczno-przygodowy Edith Nesbit (Pięcioro dzieci i „coś”, Feniks i dywan, Historia amuletu), Ogródek Marii Kownackiej, Szkolne przygody Pimpusia Sadełko Marii Konopnickiej, także powieści Astrid Lindgren – Mio, mój Mio oraz Rasmusa i włóczęgę.
Została pochowana na cmentarzu Rakowickim.